# 小野義一

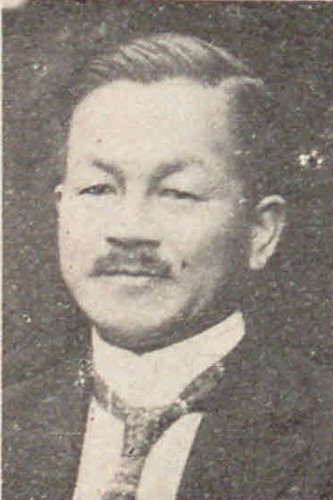
小野義一

小野 義一（おの ぎいち、1876年（明治9年）10月7日 – 1950年（昭和25年）5月25日）は、日本の大蔵官僚、政治家。大蔵次官、衆議院議員、東京市助役。

## 経歴
高知県出身。小野義為の長男として生まれる。高知一中、東京府立四中を経て、1898年7月、第一高等学校政治科を首席で卒業。1903年7月、東京帝国大学法科大学政治学科を首席の優等で卒業し、銀時計を授与された。東大の同期には小川郷太郎や上杉慎吉、馬場鍈一ら。同年同月、大蔵属に任官し主計局兼参事官付となる。同年11月、文官高等試験行政科試験に次席合格。この時の首席合格者は馬場鍈一だった。
1906年11月、煙草専売局事務官に就任。以後、樺太民政署事務官兼大蔵書記官、大蔵省参事官、専売局製造部調査課長、同官房調査課長、大蔵省大臣官房会計課長、兼大蔵大臣秘書官、兼日本興業銀行監理官、大阪税関長、神戸税関長、大蔵省銀行局長、同理財局長などを歴任し、1924年1月に退官。
1924年5月、第15回衆議院議員総選挙に高知県第五区から出馬し当選。同年6月、大蔵次官に政治任用され、同年8月まで在任した。1928年1月、東京市助役に就任し、1929年2月まで在任。1942年4月の第21回衆議院議員総選挙で高知県第二区に翼賛政治体制協議会推薦（旧立憲民政党）で出馬し当選。のち、日本進歩党に所属し、衆議院議員を通算二期務めた。戦後、1947年に公職追放となった。
その他、鉄道会議議員、拓殖大学教授を務めた。

## 栄典
- 1906年（明治39年）4月1日 - 勲六等瑞宝章[2]
- 1916年（大正5年）1月19日 - 勲四等瑞宝章[3]
- 1920年（大正9年）11月1日 - 旭日中綬章[4]

## 家族
- 壽子（妻）- 学習院卒業。法制局長官を務めた男爵・尾崎三良の長女。
- 小野義盛（長男）- 東京銀行デュッセルドルフ支店長を務めた[5]。
- 眞子（長女）- 岩手木炭製鉄社長・藤田俊三の長男である藤田俊正に嫁いだ。
- 禮子（二女）
- 信子（三女）[6]